# Guaçatonga
Casearia sylvestris Sw. (Flacourtiaceae) ou guaçatonga é uma planta lenhosa, arbustiva ou arbórea, com folhas inteiras, de disposição alterna, em geral dística, com estípulas caducas encontrada especialmente nas regiões tropicais da América do Sul.
Apresenta-se distribuída em quase todo o território nacional. Embora não seja restrita apenas ao território brasileiro, a guaçatonga é uma planta pioneira rústica e produtora de grande quantidade de sementes, sendo bastante comum em beira de estradas e ao longo de cercas de arame farpado. Ela aparece nas mais variadas formações florestais, com ênfase no sul do país, especialmente nos estados de São Paulo, Paraná, Santa Catarina e Rio Grande do Sul.
Produz flores pequenas, de coloração creme-esbranquiçada, cujo aroma reflete um cheiro forte, como se fora uma mistura de mel e ácido úrico. As flores apresentam-se num formato de cachos, as quais surgem nos galhos e nas porções axilares das folhas. A árvore floresce entre os meses de julho a outubro e frutifica de setembro a dezembro. Após a floração, que pode ocorrer já no segundo ano, aparecem seus pequenos frutos verdes, redondos, de 3–4 mm em diâmetro, que ao amadurecerem se tornam vermelho-alaranjados, deiscentes, que se abrem e mostram três sementes de coloração marrom.